# Мэрчисон, Родерик Импи
Сэр Родерик Импи Му́рчисон (также Мэ́рчисон; англ. Sir Roderick Impey Murchison, 1st Baronet — фамилия читается [mɜːtʃɪsən], близко к «Мёрчисон»; 19 февраля 1792[…], Росс и Кромарти, Хайленд — 22 октября 1871[…], Лондон[…]) — британский геолог и путешественник, впервые описавший и исследовавший силурийский, девонский и пермский геологические периоды, систематик живой природы. Член Лондонских геологического (c 1825; президент в 1831—1833 и 1841—1843) и Королевского (с 1826) обществ, один из членов-учредителей (с 1830) и президент (в 1843—1845, 1851—1853, 1856—1859 и с 1862) Королевского географического общества, директор Британской геологической службы (c 1855); почётный иностранный член Американской академии искусств и наук (с 1840) и Петербургской академии наук (с 1845). Кавалер ордена Бани (1863), был пожалован рыцарством (в 1846) и произведён в баронеты (в 1866) королевой Великобритании Викторией.

## Биография

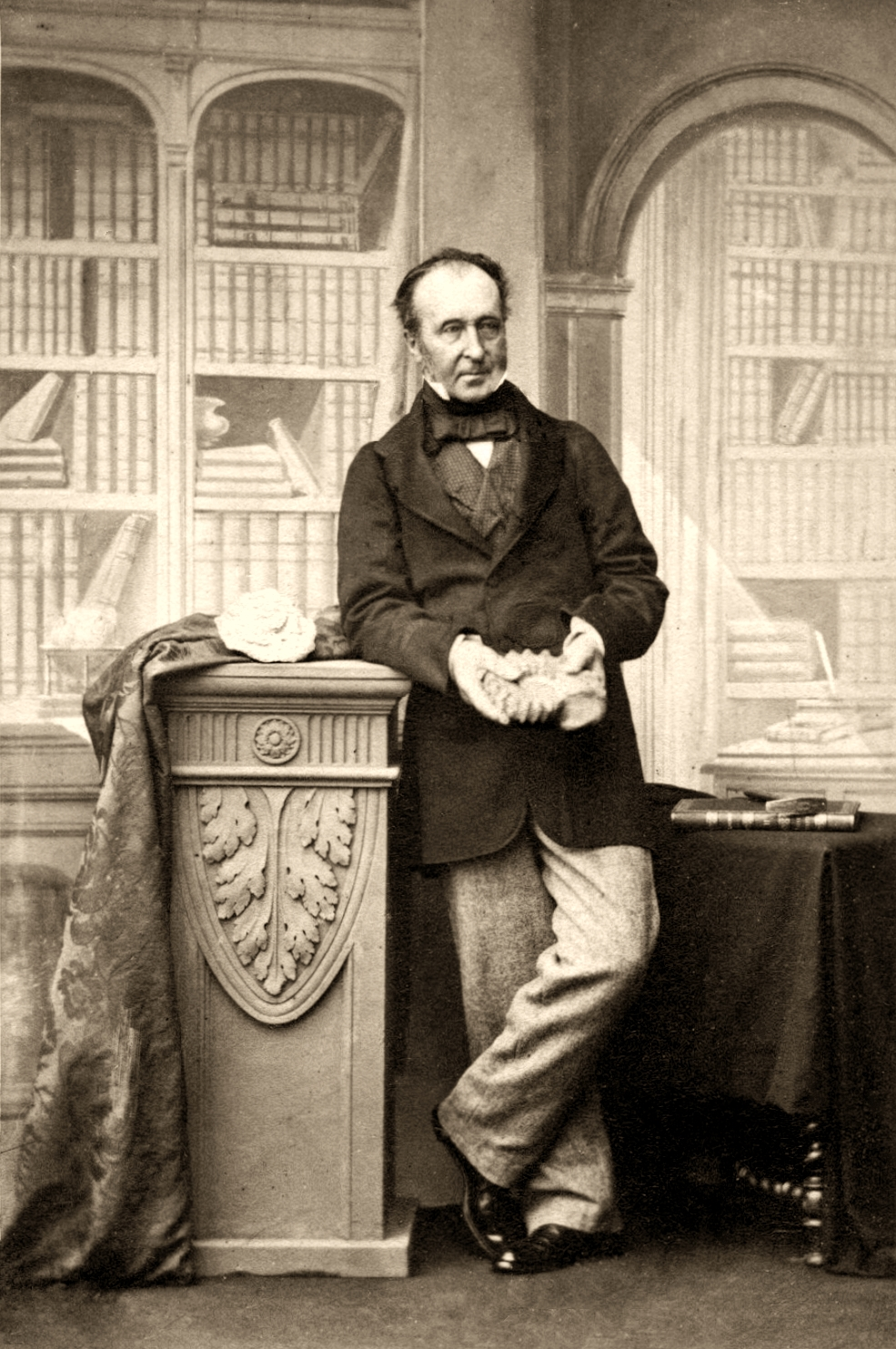
Фото 1860 года

Родился 19 февраля 1792 года в замке Тэррадейл, в округе Хайленд (Шотландия), в семье Кеннета Мэрчисон (умер в 1796), военного хирурга, служившего в Индии.
Посещал среднюю школу в Дареме, затем Королевское военное училище.
Служил в британской армии. В 1808 году высадился с Веллингтоном в Галисии и участвовал в битвах при Роли́се и Вимейру. Затем под командованием сэра Джона Мура он принял участие в отступлении к Ла-Корунье и финальном сражении.
В 1815 году, после восьми лет службы, он вышел в отставку и женился на Шарлотте Хьюгонин, дочери генерала Хьюгонина (Hugonin) из Нарстед-Хаус, Гемпшир. Они провели два года в континентальной Европе, в основном, в Италии.

### Научная работа
В 1818 году семья поселилась в Англии, и Мэрчисон познакомился с Хемфри Дэви, который убедил его обратить свою энергию на науку. Он вступил в Лондонское геологическое общество и вскоре показал себя как один из наиболее активных его членов. Среди его коллег были Адам Седжвик, Уильям Конибер, Уильям Бакленд, Уильям Фиттон и Чарльз Лайелл.
Исследуя вместе с женой геологию юга Англии, он обратил особое внимание на скалы северо-запада Сассекса и прилегающих части Хэмпшира и Суррея, о которых, с помощью Фиттона, он написал свою первую научную работу, представленную обществу в 1825 году. Обратив внимание на геологию континента, он вместе с Лайеллом исследовал вулканическую область Оверни, части южной Франции, северной Италии, Тироля и Швейцарии. Некоторое время спустя, в сотрудничестве с Седжвиком, он приступил к изучению геологической структуры Альп, и их совместная статья, посвящённая результатам этих исследований, стала классикой среди литературы о геологии Альп.
В 1835 году на основе исследования ископаемых на границе Англии и Уэльса выделил самостоятельный период — силур.
В 1839 году совместно с Седжвиком выделил новую геологическую систему — девонский период.

### Путешествия в Россию
В 1840 году по приглашению Петербургской академии наук прибыл с группой в Россию для проведения геологических изысканий.
Выдвинувшись из Москвы, экспедиция по северу России двигалась в восточном направлении, и к осени достигла Уральских гор. Мэрчисона сопровождали молодые русские геологи-офицеры Александр Кейзерлинг и Николай Кокшаров (будущий академик). Входил в экспедицию и французский палеонтолог Эдуард де Вернейль. В 1841 году, изучил скальные выходы на реке Чусовой (скала Дужный Камень) и открыл новый геологический период, впоследствии названный им пермским. Скала Дужный Камень с этого времени является эталоном пермского периода.
По итогам изучения этой горной системы учеными Мэрчисоном, Вернейлем и Кейзерлингом была написана работа «Геологическое строение Европейской России и хребта Уральского», опубликованная в Лондоне в 1845 году. Позднее труд был переведен на русский язык и имел важнейшее значение для развития всей геологической науки России.
В 1841 году по результатам работ в России обосновал выделение ещё одного периода палеозоя — пермского.
В 1841 году дважды встречался с будущим царём Александром II, который подарил ему шкатулку со своим портретом.
В 1845 году описал Камышинские уши.
Выдвигал идею происхождения чернозёма из чёрных юрских глин.

### Последние годы жизни
Активный член научного клуба — Геологическое общество Лондона, президентом которого он был в 1831—1833 и 1841—1843 годах.
Скончался 22 октября 1871 года в Лондоне; похоронен на Бромптонском кладбище.

## Семья
Жена (с 29 августа 1815) — Шарлотта (в дев. Хьюгонен; 1788—1869), любитель геологии и палеонтологии. Детей нет

## Награды и премии
- 1841 — Орден Святой Анны 2-й степени
- 1849 — Медаль Копли, Лондонского королевского общества.
- 1859 — Премия Макдугалла-Брисбена, Эдинбургское королевское общество
- 1864 — Медаль Волластона, высшая награда Геологического общества Лондона
- 1871 — Медаль основателей (Королевское географическое общество).

## Членство в научных организациях и обществах
- 1825 — Геологическое общество Лондона, президент в 1831—1833 и 1841—1843[17]
- 1826 — Лондонское королевское общество
- 1830 — Королевское географическое общество Великобритании, президент в 1843—1871 (с перерывами)
- Эдинбургское королевское общество
- 1845 — Императорская Санкт-Петербургская академия наук, почётный член
- Линнеевское общество
- Американская академия искусств и наук

и другие[уточнить]

### Титулы и звания
- Рыцарь-командор Орден Бани (KCB)
- Доктор права, Doctor of Civil Law (DCL)
- Член Лондонского королевского общества (FRS)
- Fellowship of the Royal Society of Edinburgh (FRSE)
- Лондонское Линнеевское общество (FLS)
- Ирландская королевская академия (MRIA)
- Почётный академик Императорской Санкт-Петербургской академии наук.

## Память
В честь Родерика Мэрчисона названы:

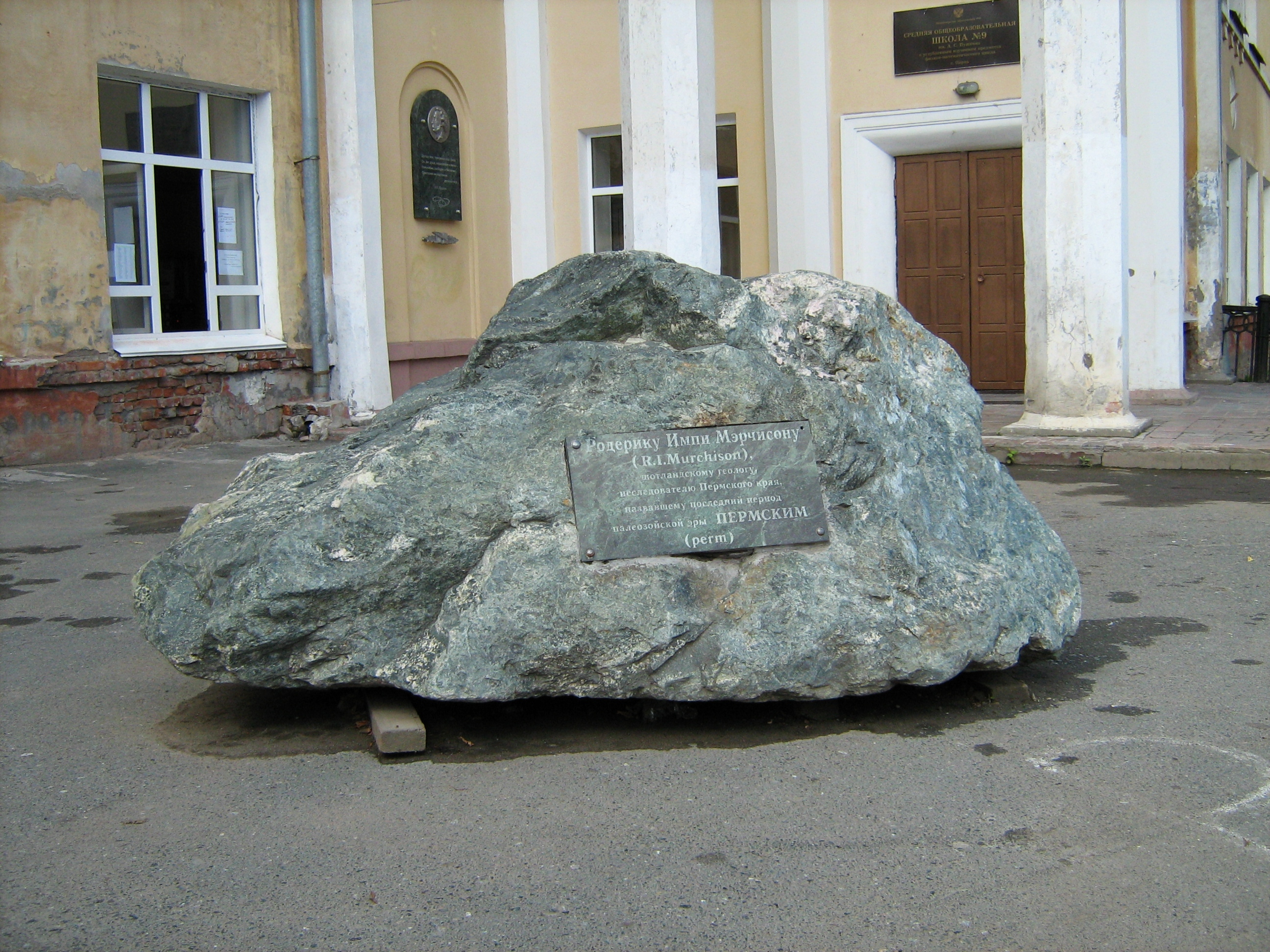
Памятный камень, Школа № 9 (Пермь)

- Медаль Мэрчисона — награда Геологического общества Лондона.
- 15 географических объектов и лунный кратер.

Организмы
- Murchisoniina — отряд ископаемых брюхоногих моллюсков.
- Murchisonia — род ископаемых брюхоногих моллюсков — Murchisonia d'Archiac & de Verneuil, 1841.
- Acrolepis murchisonii Fisher — вид ископаемых костных рыб из отряда Палеонискообразные[18][19].
- Мэрчисонит — разновидность минерала Полевой шпат.

Памятники
- В Перми обсуждалась идея установки колонны или арки имени Р. И. Мэрчисона — исследователя Пермского края. В результате чего администрацией и учениками школы № 9 был установлен 3 ноября 2005 года памятный знак, посвящённый геологу, выделившему пермский период палеозоя[20] Он представляет собой каменную глыбу длиной около 2 м с установленной на ней табличкой с надписью:

«Родерику Импи Мэрчисону (R. I. Murchison), шотландскому геологу, исследователю Пермского края, назвавшему последний период палеозойской эры ПЕРМСКИМ (perm)»
- Монумент в селе Чусовое, Свердловская область с описанием на русском и английском языках и надписью[21]:

«Великому исследователю Земли сэру Родерику Мэрчисону»

## Библиография

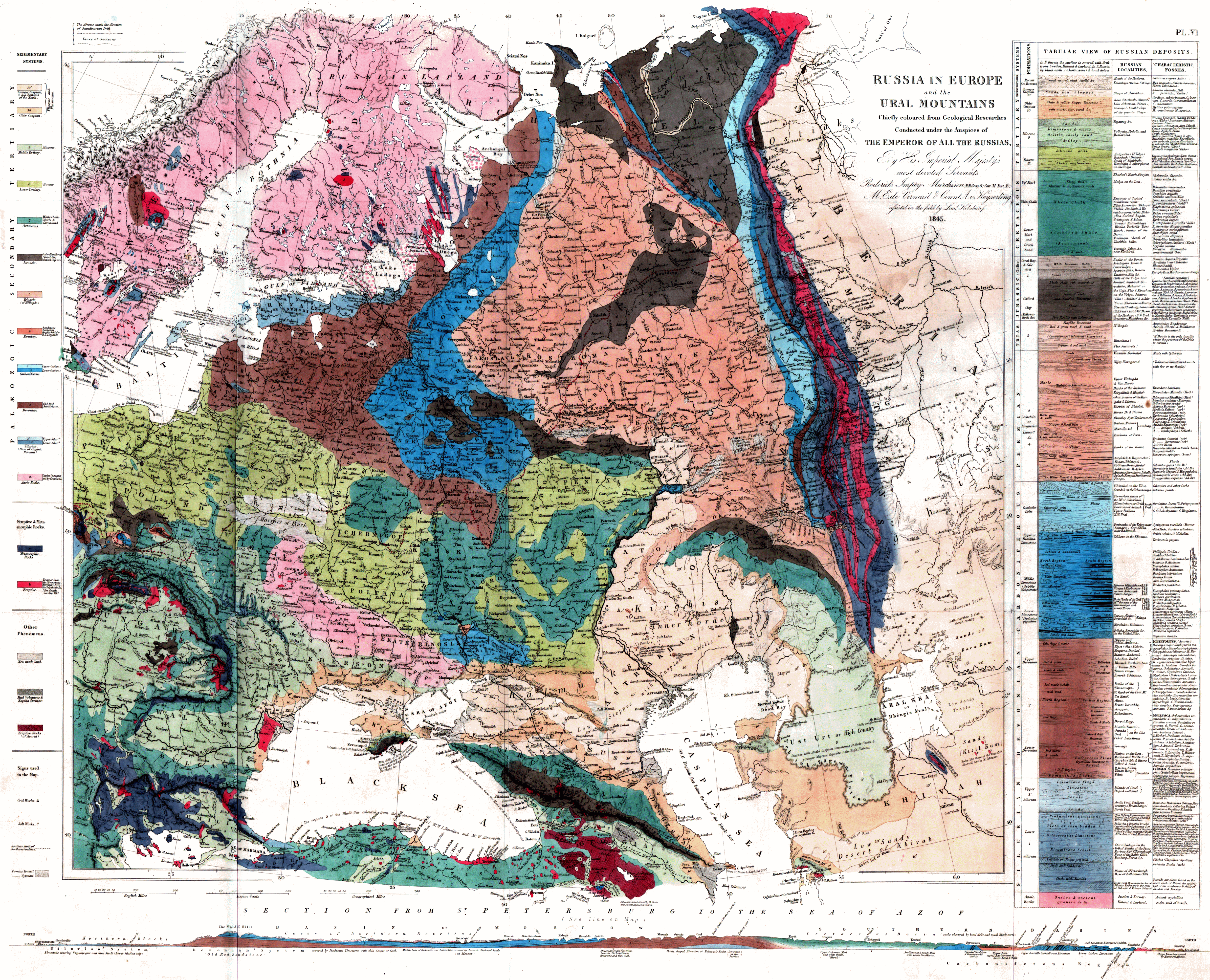
Геологическая Карта Европейской России и Урала, 1845